# نیسانه
نیسانه، روستایی از توابع بخش نوسود شهرستان پاوه در استان کرمانشاه ایران است.مردم این روستا  اهل سنت اند و به زبان کردی هورامی صحبت می‌کنند.

## جمعیت
این روستا در دهستان سیروان قرار دارد و براساس سرشماری مرکز آمار ایران در سال ۱۳۸۵، جمعیت آن ۲۲۹ نفر (۵۶خانوار) بوده‌است.